# Tommaso Campailla

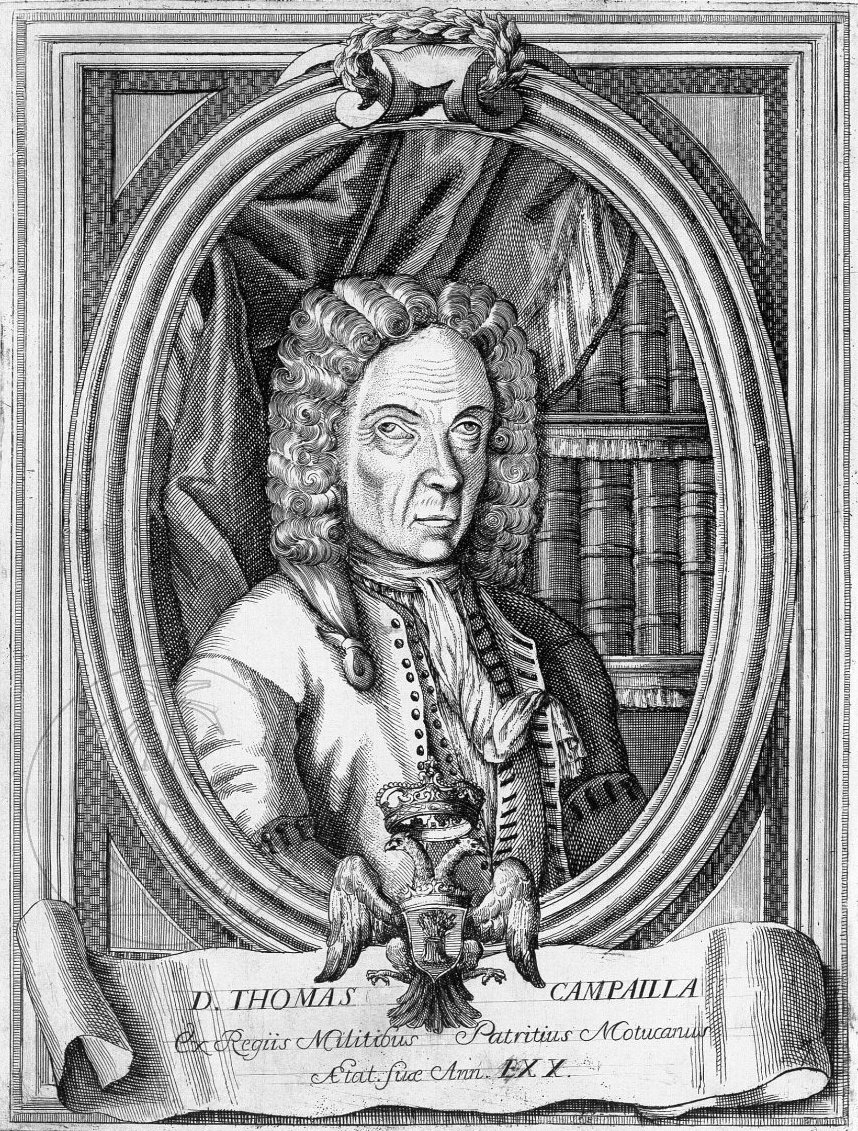
Tommaso Campailla

Tommaso Campailla (* 7. April 1668 in Modica; † 7. Februar 1740 ebenda) war ein italienischer Philosoph, Arzt und Wissenschaftler.
Sein bedeutendstes Werk ist das philosophische Poem L’Adamo, ovvero il mondo creato (Adam oder die erschaffene Welt). Campailla, ein feinsinniger Anhänger Descartes’, der mit den Großen seiner Zeit im Briefwechsel stand, was zu einem Besuch George Berkeleys in Modica führte, schrieb dieses philosophische Lehrgedicht als einen Abriss der Schöpfungsgeschichte.

## L’Adamo, ovvero il mondo creato
Das Gedicht besteht aus 20 Gesängen in Ottava Rima. Adam wird im Paradies vom Erzengel Raphael in der Naturwissenschaft und Gottesgelehrsamkeit unterrichtet. C. I. besingt die Anfinge der Dinge (I principî delle cose); lehrt den Ursprung der Philosophie, das Wesen und die Existenz der menschlichen Seele, Gottes und der Körper; erörtert sowohl die materiellen Formen (forme essenziali), als die geistigen (spirituali), auch substantielle (sostanziali) genannt. C. II. handelt vom Himmel, von den himmlischen Wirbeln, den Fixsternen, der Sonne, dem Licht und seiner Entstehung, den Kometen, zuletzt on den Sonnenflecken. C. III. hat die Planeten; C. IV. die Elemente zum Gegenstande. C. V. nimmt das Bücherwesen zum Vorwurf (La Biblioteca); nennt die berühmtesten Philosophen der alten und neuen Zeit; spricht weitläufig über Aristoteles und Cartesius; widerlegt die Lehre des Aristoteles von der Urmaterie und das System des Cartesius vom Licht, und schließt mit der Betrachtung, dass die wahre Weisheit in der heiligen Schrift und in dem christlichen Gesetze zu suchen sey. Die Schwere bildet das Thema von Canto VI., wobei die Ansicht des Aristoteles und des Gassendi über die Ursache der Schwere bestritten, dagegen die von Cartesius mechanisch erklärte Theorie des Empedokles und Hippokrates gebilligt wird. C. VII. zieht die Erde in Betracht. C. VIII. Das Meer. IX. Die Luft. X. Das Feuer. XI. Die Pflanzen. XII. Die Thiere. XIII. Den Menschen. Auf eine Schilderung der Anatomie des Menschen folgen Belehrungen über das Anziehende, den Reiz des Schönen; über das Geniale (Schöpferische), über Sympathie und Antipathie. C. XIV-XIX. besprechen die thierische Oekonomie; die Fortpflanzung; die Sinne und das Empfindbare (sensible); die Krankheiten; die menschliche Sprache; die Leidenschaften und die Unsterblichkeit der Seele. C. XX. endlich erklärt, anlässlich von Adam und Evas Einkehr in den Himmel, wie die körperlosen Seelen empfinden, und bei der Schilderung der „Stadt Gottes“ und seines Thrones kommen auch die göttlichen Attribute zur Sprache; ist von den drei heiligen Personen (Dreieinigkeit), die Rede, von der unbefleckten Empfängnis der Mutter Gottes, von den Sacramenten. Am Schlusse verwahrt sich in einem prosaischen Nachwort der Verfasser, durch Galileis Schicksal gewitzigt, gegen die Unterstellung: dass er die Copernico-Cartesianische Himmelstheorie genehmigen könne, die er lediglich als „astronomische Hypothese“ (Ipotesi astronomica) im Zwecke seines Lehrgedichtes benutzt habe. Oder, richtiger gesagt, als eine poetische Fiction, um die Verbindung des Gedichtes gefälliger zu behandeln, nach Vorgang so vieler Dichter, welche, in der Absicht, ihre Erfindungen wunderbarer zu machen, durchaus falsche und irrige Meinungen einflochten.